# Monumento alle Scoperte
Il monumento alle Scoperte (Padrão dos Descobrimentos in portoghese), situato a Belém sulla riva del fiume Tago, fu edificato nel 1960, a cinquecento anni dalla morte di Enrico il Navigatore, per celebrare le figure di spicco e le imprese del Portogallo nell'età delle scoperte compiute fra il XV ed il XVI secolo.

## Storia e descrizione
La prima versione del monumento, costruita nel 1940 sotto gli auspici dell'Estado Novo nel contesto dell'esposizione universale Exposição do Mundo Português, fu demolita nel 1958. Realizzata con materiali poco resistenti, era ridotta in condizioni precarie. L'attuale monumento è stato edificato nel 1960 utilizzando cemento e pietra bianca (lioz, pietra calcarea presente nei dintorni di Lisbona, utilizzata in passato anche nella realizzazione della torre di Belém e del monastero dos Jerónimos).
La caravella che costituisce il monumento porta lo scudo portoghese su entrambi i lati e la spada del casato di Aviz sulla porta d'ingresso. Sulla prua della caravella è rappresentato Enrico il Navigatore con una caravella in mano; dietro di lui, in due file discendenti da entrambi i lati del monumento, sono rappresentati gli eroi portoghesi che parteciparono alle scoperte. Sul lato che dà a occidente è ritratto il poeta Camões con un esemplare del suo capolavoro I Lusiadi, il pittore Nuno Gonçalves con una spatola ed inoltre famosi navigatori, cartografi e re. Le sculture presenti sul monumento sono state realizzate da Leopoldo de Almeida.
A nord del monumento, una rosa dei venti di 50 metri di diametro, contiene al centro le rotte scoperte dai navigatori portoghesi, nel XV e XVI secolo. Disegnata nell'atelier di Luís Cristino da Silva, venne donata nel 1960 dal Sudafrica.
All'interno del monumento esiste un ascensore che porta a metà altezza e quindi una scala che conduce alla sommità del monumento da dove si ha una vista panoramica sul quartiere di Belém e sul fiume Tago. All'interno vi si trova, inoltre, una sala congressi di dimensioni contenute ma completa di platea, palcoscenico e saletta regia.

### Elenco dei personaggi raffigurati
Profilo est
- Afonso V del Portogallo
- Vasco da Gama (scopritore della rotta marittima per l'India)
- Afonso Gonçalves Baldaia (navigatore)
- Pedro Álvares Cabral (scopritore del Brasile)
- Ferdinando Magellano (primo a circumnavigare il globo)
- Nicolau Coelho (navigatore)
- Gaspar Corte-Real (navigatore)
- Martim Afonso de Sousa (navigatore)
- João de Barros (scrittore)
- Estêvão da Gama (capitano di mare)
- Bartolomeu Dias (primo ad attraversare il Capo di Buona Speranza)
- Diogo Cão (il primo ad arrivare al fiume Congo)
- Antonio de Abreu (navigatore)
- Afonso de Albuquerque (secondo viceré dell'India portoghese)
- San Francesco Saverio (missionario)
- Cristoforo da Gama (capitano)

Profilo ovest
- Pietro d'Aviz (figlio del re Giovanni I del Portogallo)
- Regina Filippa di Lancaster
- Fernão Mendes Pinto (esploratore e scrittore)
- Gonçalo de Carvalho, (missionario domenicano)
- Henrique de Coimbra, (missonario francescano)
- Luís Vaz de Camões (poeta rinascimentale che raccontò le navigazioni nell'epico I Lusiadi)
- Nuno Gonçalves (pittore)
- Gomes Eanes de Zurara (cronista)
- Pêro da Covilhã (viaggiatore)
- Jehuda Cresques (cartografo)
- Pêro Escobar (pilota)
- Pedro Nunes (matematico)
- Pêro de Alenquer (pilota)
- Gil Eanes (navigatore)
- João Gonçalves Zarco (navigatore)
- Ferdinando d'Aviz, l'Infante Santo (figlio del re Giovanni I del Portogallo)

## Galleria d'immagini

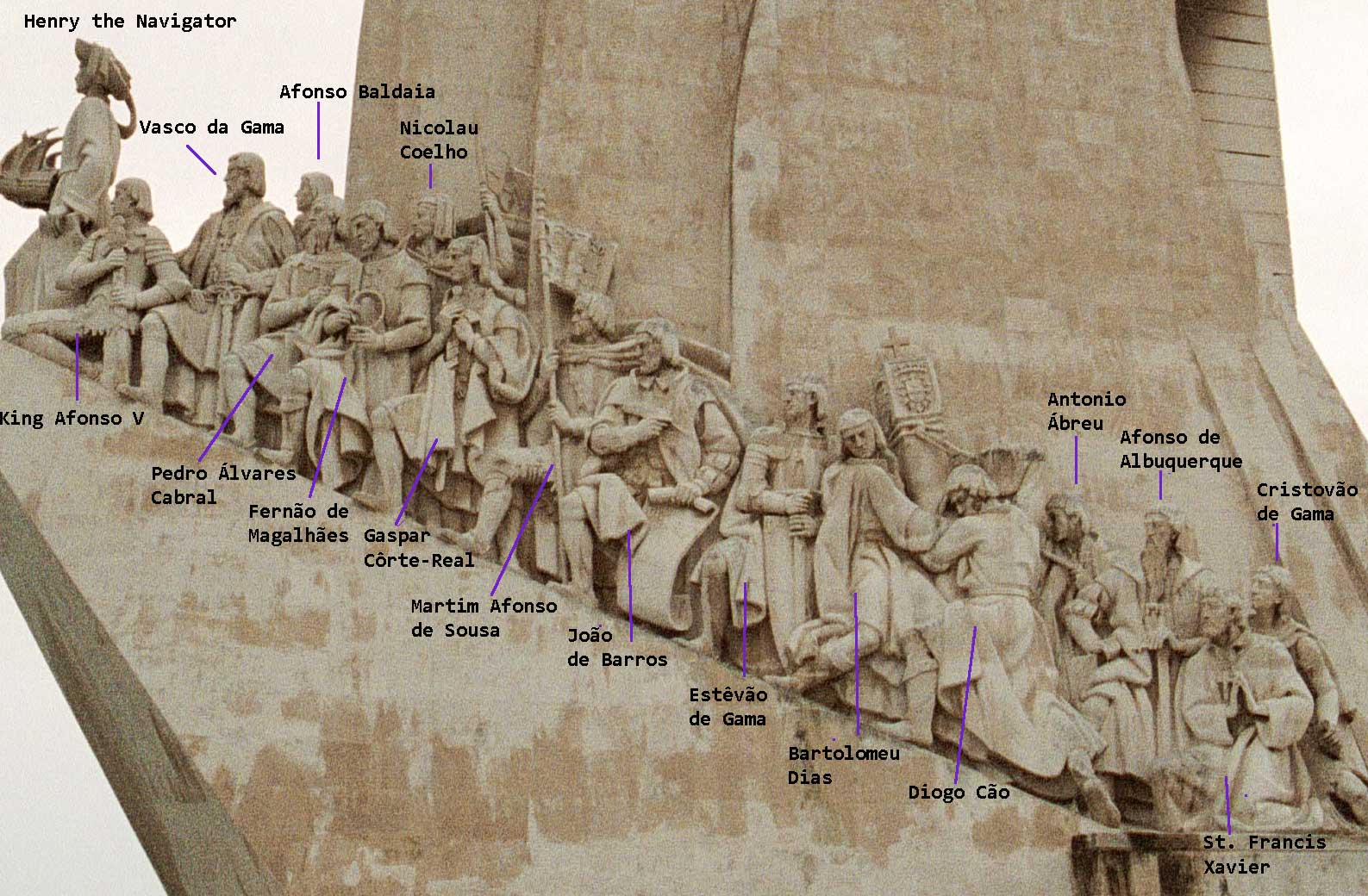
Dettaglio del lato est
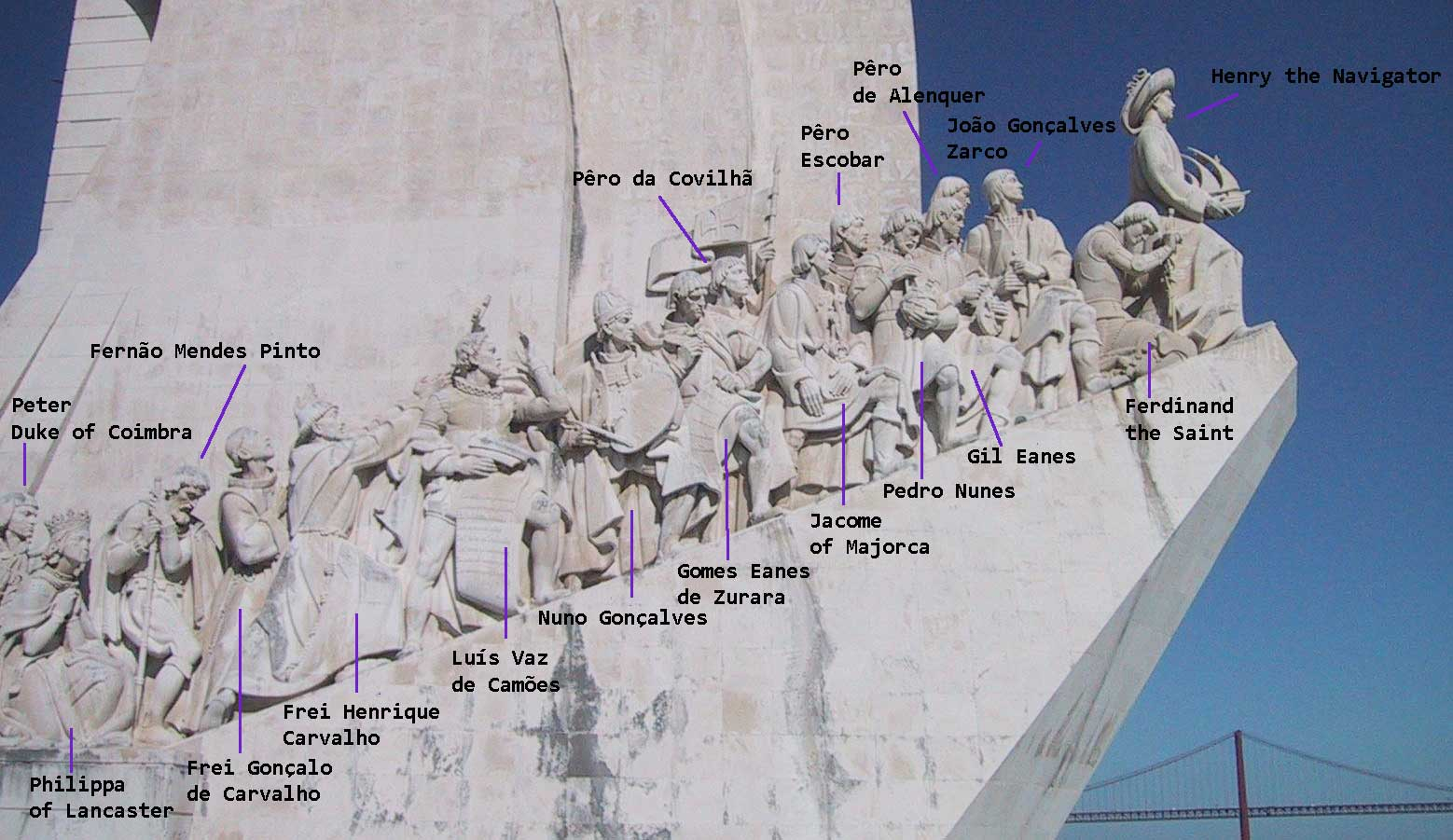
Dettaglio del lato ovest
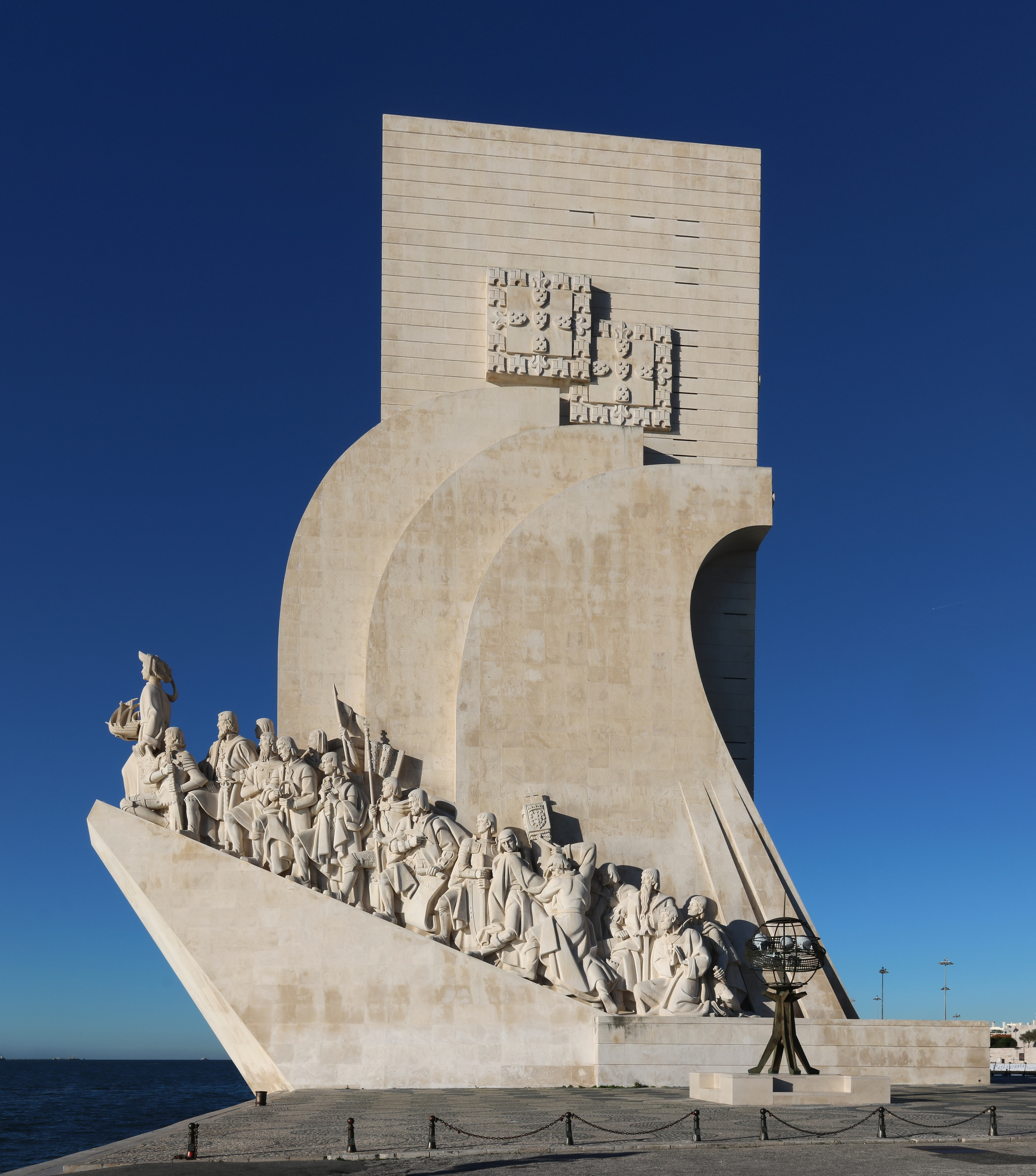
Profilo est
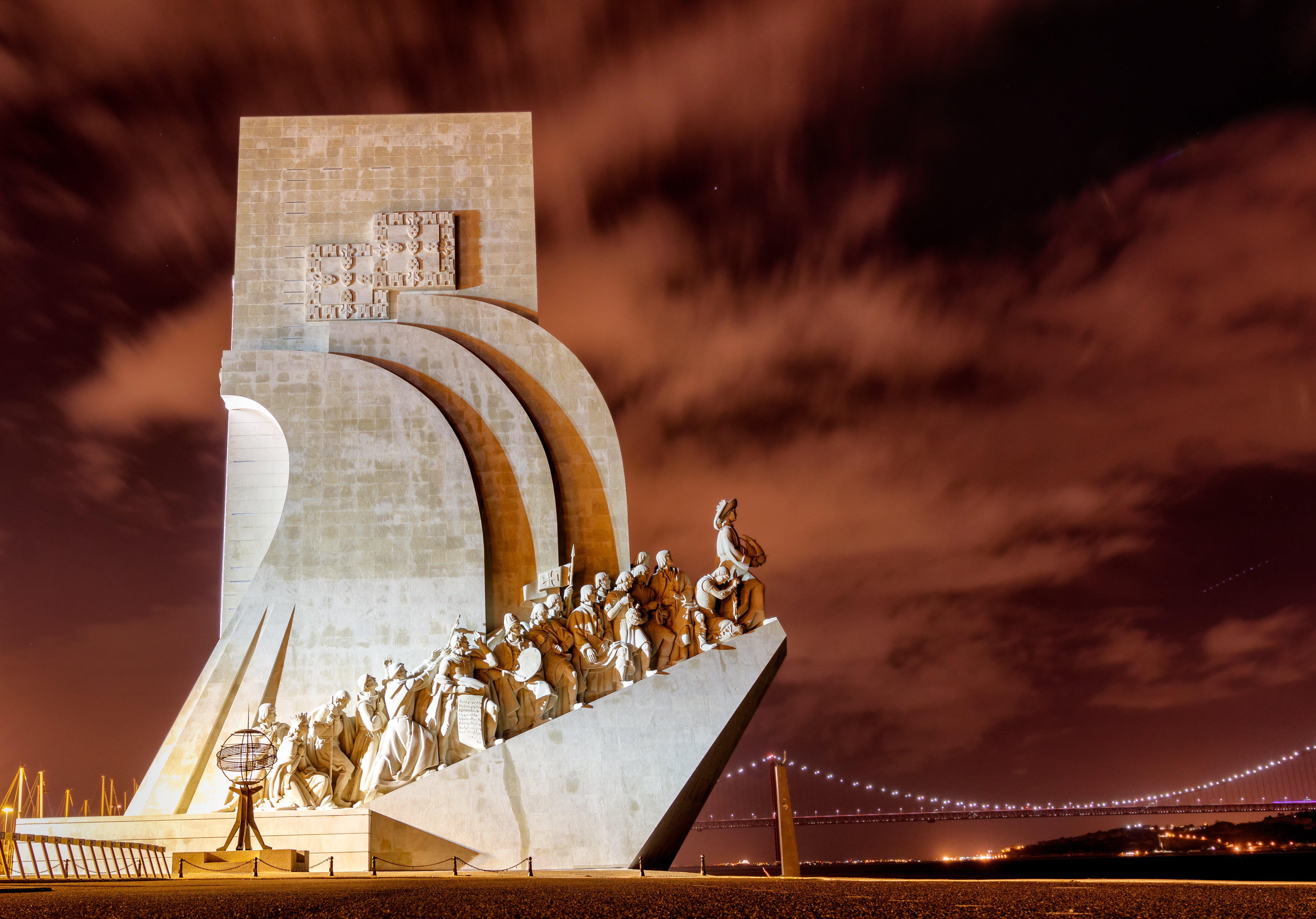
Profilo ovest con ponte 25 Aprile sullo sfondo
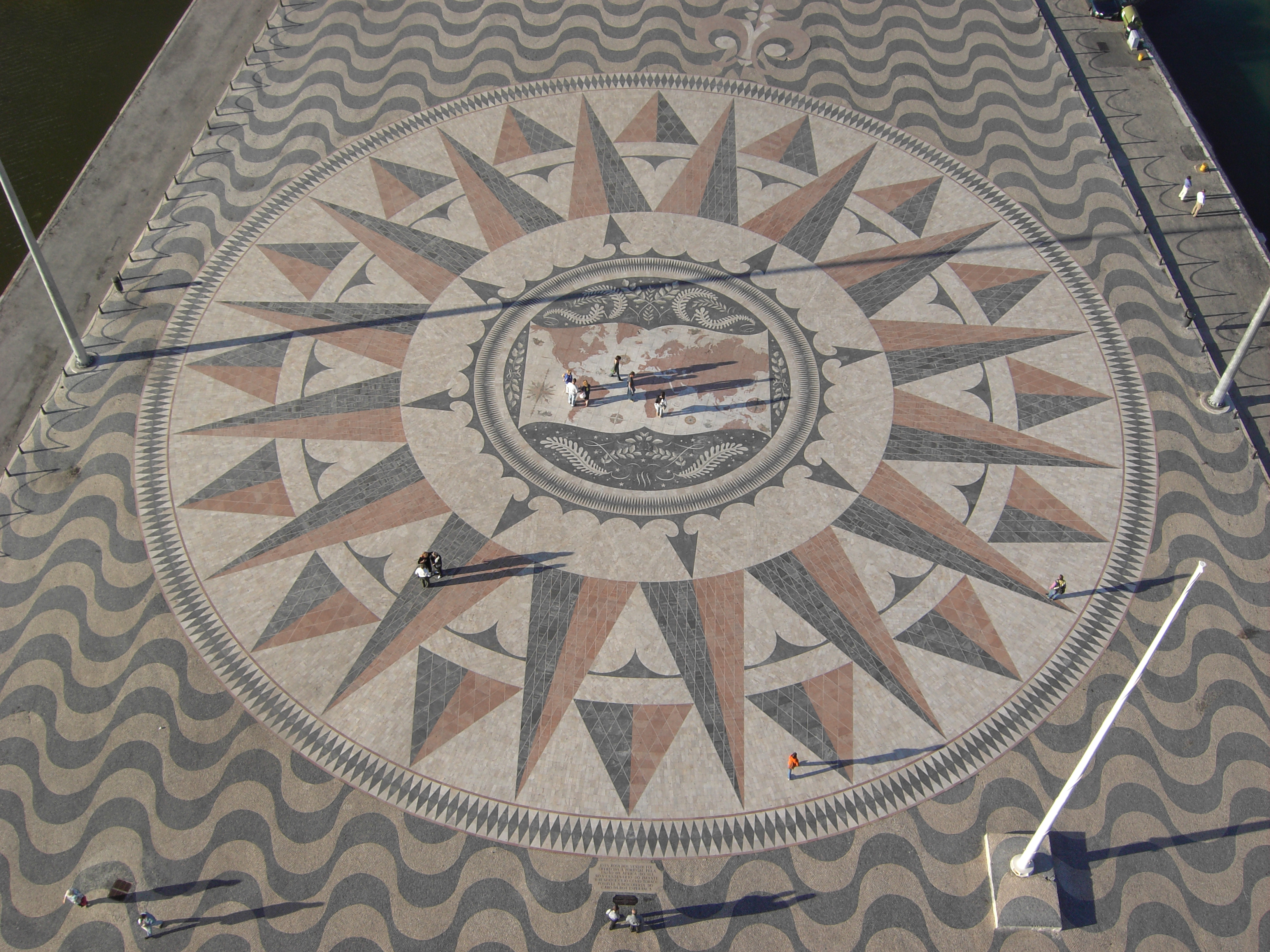
Rosa dei venti riprodotta sul pavimento davanti al monumento, costruita con marmi policromi